# Crambus xonorus
Crambus xonorus là một loài bướm đêm trong họ Crambidae.